# Willibald Gutsche
Willibald Gutsche (* 14. August 1926 in Erfurt; † 3. Juli 1992 ebenda) war ein deutscher Historiker. Ursprünglich Geschichtslehrer arbeitete er ab 1961 am Zentralinstitut für Geschichte der Akademie der Wissenschaften der DDR zum Vorkriegsimperialismus und Ersten Weltkrieg und leitete dort ab 1973 die Forschungsgruppe „Deutsche Geschichte 1900 bis 1917“. Er gilt als führender DDR-Experte zur Julikrise, dessen Arbeiten zum Ersten Weltkrieg ungeachtet ihrer marxistisch-leninistischen Ausrichtung Gemeinsamkeiten mit den Werken von Fritz Fischer aufwiesen. Mit seinen Arbeiten zur Geschichte der Stadt Erfurt prägte Gutsche die Regionalgeschichtsschreibung der DDR.

## Leben
Gutsche, Sohn eines kaufmännischen Angestellten, musste 1943 seinen Schulbesuch unterbrechen. Er trat in den Reichsarbeitsdienst ein, mit dem er Ende 1943 in Kärnten und Kroatien eingesetzt war. Nachdem er im Januar 1944 zur Wehrmacht einberufen worden war, wurde er ab Oktober 1944 an der Ostfront eingesetzt. Im März 1945 geriet er in Pommern in sowjetische Kriegsgefangenschaft, aus der er im September 1946 an Dystrophie leidend entlassen wurde. Eigentlich hatte Gutsche Förster werden wollen, nahm aber 1946/47 am Sonderlehrgang zur Ausbildung von Neulehrern an der Pädagogischen Fachschule Erfurt im Fach Geschichte teil. Von November 1947 bis 1961 war er Geschichtslehrer bzw. stellvertretender Direktor von Oberschulen in Erfurt.
Gutsche leitete von 1953 bis 1967 das „Wissenschaftliche Kollektiv zur Erforschung der Erfurter Stadtgeschichte“, das sich 1952/53 in der Tradition des 1945 verbotenen Vereins für die Geschichte und Altertumskunde von Erfurt im Kulturbund der DDR zusammengefunden hatte und gab Schriftenreihen zur Geschichte Erfurts heraus. Zugleich absolvierte er von 1954 bis 1956 ein Fernstudium der Geschichte und Philosophie an der Friedrich-Schiller-Universität Jena. Als Externer legte er 1956 das Staatsexamen ab und promovierte im Dezember 1959 bei Max Steinmetz und Heinz Herz über die revolutionäre Bewegung während des Ersten Weltkrieges und in der Novemberrevolution in Erfurt.
Nach eigener Darstellung wurde Gutsche nach der Veröffentlichung seiner Staatsexamensarbeit über den Kapp-Putsch Opfer einer Diffamierungskampagne der SED, bei der ihm „revisionistische Verfälschung der Geschichte der Partei“ vorgeworfen wurde. Seine Dissertation habe er nach einem Beschluss der SED 1958 zur Definition der Novemberrevolution umschreiben müssen. Bei der öffentlichen Verteidigung habe die SED-Bezirksleitung versucht, die Promotion scheitern zu lassen. Die Arbeit habe erst 1963 nach vielen Änderungsforderungen der SED veröffentlicht werden können. Der Historiker Matthew Stibbe kommentiert, dass die Empörung über Gutsches Dissertation nicht leicht nachvollziehbar sei, da sich Gutsche darin ausführlich auf Walter Ulbrichts Thesen Über den Charakter der Novemberrevolution bezogen und damit die offizielle Linie der Partei akzeptiert habe. So habe Gutsche die Novemberrevolution als „gescheiterte bürgerlich-demokratische Revolution“ charakterisiert, die in gewissem Umfang mit proletarischen Mitteln und Methoden durchgeführt worden sei. Stibbe vermutet die Erklärung für Gutsches Schwierigkeiten in den ideologischen und politischen Rivalitäten innerhalb des Historischen Instituts der Friedrich-Schiller-Universität Jena in den späten 1950er Jahre, in die Gutsches Doktorvater Steinmetz verwickelt war. Die SED-Universitätsparteileitung habe in dieser Zeit zahlreiche Dissertationen infrage gestellt, um Druck auf ideologisch verdächtige Akademiker auszuüben. Gutsche habe sich durch eine 1958 verfasste Broschüre über den Kapp-Putsch in Erfurt angreifbar gemacht, der vom Parteiorgan Neuer Weg „jede[r] Maßstab für eine marxistisch-leninistische Einschätzung der örtlichen Kämpfe“ abgesprochen wurde. Die Broschüre wurde in der Folge eingestampft. Inwieweit diese Erfahrungen Gutsches weitere Laufbahn beeinflussten, lässt sich Stibbe zufolge mangels Quellen nur schwer beurteilen.
Von 1961 bis 1972 arbeitete Gutsche als wissenschaftlicher Assistent, Oberassistent und wissenschaftlicher Arbeitsleiter in der Arbeitsgruppe „Erster Weltkrieg“ unter der Leitung von Fritz Klein am Institut für Geschichte der deutschen Arbeiterbewegung  der Akademie für Gesellschaftswissenschaften beim ZK der SED in Ost-Berlin. Er leitete das Autorenkollektiv zum Zweiten Band einer dreibändigen Geschichte des Ersten Weltkriegs. Im Februar 1967 habilitierte er sich bei Heinrich Scheel, Joachim Streisand und Fritz Klein über die Kriegszielpolitik unter Theobald von Bethmann Hollweg und veröffentlichte 1973 eine Biographie des Reichskanzlers. 1973 übernahm er die Leitung der Forschungsgruppe „Deutsche Geschichte 1900 bis 1917“ am Zentralinstitut für Geschichte an der Akademie der Wissenschaften der DDR, der unter anderem Gerd Fesser, Baldur Kaulisch und Reinhold Zilch angehörten, und gründete den Arbeitskreis „Deutscher Imperialismus vor 1914“. Im September 1976 wurde er zum Professor ernannt.
Gutsche arbeitete auch weiter zur Regional- und Stadtgeschichte, insbesondere zur Geschichte der Stadt Erfurt. Von 1968 bis 1974 leitete Gutsche nebenamtlich das Museum für Stadtgeschichte in Erfurt. Von Januar 1979 bis 1990 war er Vorsitzender der neu gegründeten Gesellschaft für Heimatgeschichte und leitete von 1981 bis 1989 auch die Forschungsstelle für Regionalgeschichte am Zentralinstitut für Geschichte bzw. Institut für deutsche Geschichte. Er war Redaktionsleiter der seit 1985 erscheinenden Reihe Aus der Geschichte der Stadt Erfurt und Leiter eines Autorenkollektivs, das 1986 eine Geschichte der Stadt veröffentlichte. Gutsche war langjähriges Mitglied des Präsidialrates des Kulturbundes der DDR. 1989 gehörte er dem Präsidium der Historiker-Gesellschaft der DDR an.
Gutsche wurde 1969 mit dem Orden Banner der Arbeit Stufe I und 1986 mit dem Vaterländischen Verdienstorden in Bronze ausgezeichnet. Außerdem erhielt er die Johannes-R.-Becher-Medaille in Gold.

## Werk
Gutsche beschäftigte sich zum einen mit der Vorgeschichte des Ersten Weltkrieges. Seine Arbeiten waren, so Matthew Stibbe, durch seine Kriegserfahrung und seine Abscheu vor dem Krieg geprägt. Gutsche rezipierte westdeutsche Historiker, wobei seine persönlichen Westkontakte auf Fritz Fischer und dessen Studenten Dirk Stegmann und Peter Borowsky sowie auf die an amerikanischen Universitäten lehrenden Georg Iggers und Konrad Jarausch beschränkt waren. Er entwickelte sich zum führenden DDR-Experten für die Julikrise. Nach Stibbes Ansicht ähnelten Gutsches Auffassungen über die deutsche Führung von 1914 und deren Verantwortung für den Krieg dabei denen von Fritz Fischer. Ungeachtet des marxistisch-leninistischen Rahmens habe Gutsche einen ähnlich rigiden antiapologetischen Ton gepflegt. Gutsche schrieb Theobald von Bethmann Hollweg entscheidende Verantwortung für den Tod von Millionen Menschen zu, während er Kaiser Wilhelm II. als Schlüsselfigur ansah, der den Kurs der deutschen Politik entscheidend bestimmt und deshalb auch persönlich entscheidende Verantwortung für den Ersten Weltkrieg trage. Fritz Fischer attestierte Gutsche 1991 ein „ernsthaftes wissenschaftliches Angehen der Probleme“ des Ersten Weltkrieges und seiner Folgen. Gutsches Monographien über Theobald von Bethmann Hollweg und Kaiser Wilhelm II. hätten sowohl die (west-)deutsche wie die angelsächsische Geschichtsschreibung beeinflusst. Gutsche habe außerdem häufig Schwierigkeiten bekommen, „weil seine Geschichtsauffassung sich zu sehr an Denkformen des Westens angenähert habe“.
Zum anderen ist Gutsche als einer der Protagonisten der Regionalgeschichtsforschung der DDR bekannt. Er vertrat dabei einen marxistisch-leninistischen Ansatz, bei dem Laien nicht ausgeschlossen sein und bei dem bisher vernachlässigte Themen wie die Geschichte der Arbeiterbewegung in den Mittelpunkt rücken sollten. Die von Gutsche maßgeblich verantwortete Geschichte der Stadt Erfurt (1986) gilt als ein „Meilenstein der DDR-Stadtgeschichtsforschung“. Laut dem Historiker Karlheinz Blaschke, der auch schon in der DDR die marxistische Regionalgeschichte kritisierte, war Gutsche „einer der führenden Geschichtspropagandisten der DDR“. Mit ideologischen Phrasen habe Gutsche versucht, die unpolitische Heimatgeschichte mit dem internationalistischen Geschichtsbild der Arbeiterklasse in Übereinstimmung zu bringen. Die Wirkung sei damals jedoch gering gewesen.
Westlichen Historikern erschien Gutsche als orthodoxer Marxist mit Tendenz zum Dogmatismus. Auch interne DDR-Berichte zeichneten ein rigides Bild von Gutsche. Nach 1989 nahm Gutsche intensiveren Kontakt etwa zu Fritz Fischer auf und reflektierte rückblickend sein Selbstverständnis als Wissenschaftler der ehemaligen DDR. Er kritisierte dabei, dass einfach von Äußerungen und aus dem Zusammenhang gelösten Zitaten ausgegangen und pauschal ein Urteil gesprochen werde. In einem Aufsatz verwies er 1991 darauf, dass zwischen den vorgelegten Forschungsergebnissen und den marxistisch-leninistischen Termini und Formeln unterschieden werden müsse. Mit der Methodologie des historischen Materialismus sei eine sehr viel kritischere Darstellung selbst der DDR-Entwicklung möglich gewesen, aber sie sei durch den Anspruch, die Geschichte allein vom Standpunkt der SED zu bewerten, pervertiert worden. Für Matthew Stibbe kommunizieren die Quellen Gutsches Erfahrung des Ausschlusses und des Verlusts.

## Schriften
- Dr. Theodor Neubauer. Ein Leben im Kampf um ein besseres Deutschland. Gutenberg-Druckerei Stolzenberg, Erfurt 1955.
- Materialien und Hinweise für den Geschichtsunterricht in der Stadt Erfurt 6. Klasse der Grundschule und 10. Klasse der Oberschule. Erfurt 1956.
- Geschichte der Bader und Barbiere in Erfurt. Erfurt 1957.
- Der Kapp-Putsch in Erfurt. Erfurt 1958.
- Die Novemberrevolution in Erfurt. [1. Fassung]. s.n, Jena 1958 (Philosophische Dissertation, Universität Jena, 1958).
- Wie das Neue in unseren Dörfern geboren wurde. Deutscher Kulturbund, Kommission Natur- und Heimatfreunde des Präsidialrates, Zentraler Fachausschuß Heimatgeschichte und Denkmalpflege, Berlin 1962.
- mit Kurt Ludwig: Erfurt. Sachsenverlag, Dresden 1962.
- Die Kämpfe der Erfurter Arbeiter gegen die Reaktion im Frühjahr 1919, die Beseitigung des Arbeiterrates durch die Konterrevolution und der Sozialisierungsschwindel. (Deutscher Kulturbund Wissenschaftliches Kollektiv zur Erforschung d. Erfurter Stadtgeschichte: Stadtarchiv), Erfurt 1963.
- Die revolutionäre Bewegung in Erfurt während des 1. imperialistischen Weltkrieges und der Novemberrevolution. (Deutscher Kulturbund Wissenschaftliches Kollektiv zur Erforschung d. Erfurter Stadtgeschichte: Stadtarchiv), Erfurt 1963.
- Die Entstehung des Kriegsausschusses der Deutschen Industrie und seine Rolle zu Beginn des Ersten Weltkrieges. In: Zeitschrift für Geschichtswissenschaft. Band 18, 1970, S. 877–898.
- Aufstieg und Fall eines kaiserlichen Reichskanzlers. Theobald von Bethmann Hollweg, 1856–1921. Ein politisches Lebensbild. Akademie-Verlag, Berlin 1973.
- Zum Funktionsmechanismus zwischen Staat und Monopolkapital in Deutschland in den ersten Monaten des Ersten Weltkrieges, 1914–1915. In: Jahrbuch für Wirtschaftsgeschichte. Band 1, 1973, S. 63–98.
- Das Eindringen des Monopolkapitals in die Wirtschaft der Stadt Erfurt 1898 bis 1914. Die Veränderungen in der Wirtschaftsstruktur und der Differenzierungsprozess innerhalb des Bürgertums der Stadt Erfurt in den ersten Jahren der Herrschaft des Imperialismus (Ende des 19. Jahrhunderts bis 1914). In: Jahrbuch für Geschichte. Band 10, 1974, S. 343–371.
- mit Fritz Klein und Joachim Petzold: Von Sarajevo nach Versailles. Deutschland im ersten Weltkrieg. Akademie-Verlag, Berlin 1974.
- Zur Imperialismus-Apologie in der BRD. „Neue“ Imperialismusdeutungen in der BRD-Historiographie zur deutschen Geschichte 1898 bis 1917. Akademie-Verlag, Berlin 1975.
- 1. August 1914. (Illustrierte historische Hefte: Heft 3), Deutscher Verlag der Wissenschaften, Berlin 1976, DNB 760378231.
- (Hrsg.) Herrschaftsmethoden des deutschen Imperialismus 1897/98 bis 1917. Dokumente zur innen- und außenpolitischen Strategie und Taktik der herrschenden Klassen des Deutschen Reiches. Akademie-Verlag, Berlin 1977.
- Monopolbourgeoisie, Staat und Aussenpolitik vor dem Ersten Weltkrieg. Zu einigen Forschungsproblemen der Geschichte der deutschen Bourgeoisie bis zum Ersten Weltkrieg. In: Zeitschrift für Geschichtswissenschaft <Berlin> 29, 981, S. 239–253.
- Der gewollte Krieg. Der deutsche Imperialismus und der 1. Weltkrieg. Pahl-Rugenstein, Köln 1984, ISBN 3-7609-0934-5.
- Sarajevo 1914. Vom Attentat zum Weltkrieg. Dietz, Berlin 1984.
- Monopole, Staat und Expansion vor 1914. Zum Funktionsmechanismus zwischen Industriemonopolen, Großbanken und Staatsorganen in der Außenpolitik des Deutschen Reiches 1897 bis Sommer 1914. Akademie-Verlag, Berlin 1986.
- „Panthersprung“ nach Agadir 1911. (Illustrierte historische Hefte: Heft 48), Deutscher Verlag der Wissenschaften, Berlin 1988, ISBN 3-326-00319-6.
- (Hrsg.) Geschichte der Stadt Erfurt. 2. Auflage. Böhlau, Weimar 1989, ISBN 3-7400-0095-3.
  - Übergang zum Imperialismus und Erster Weltkrieg (1897/98 bis 19717). In: Geschichte der Stadt Erfurt. 1986, S. 321–358.
  - Unmittelbare Auswirkungen der Großen Sozialistischen Oktoberrevolution und die Novemberrevolution (1917 bis 1919). In: Geschichte der Stadt Erfurt. 1986, S. 359–388.
- 1250 Jahre Erfurt. Ein Streifzug durch die Stadtgeschichte. Verlag und Druck Fortschritt, Erfurt 1991, ISBN 3-86087-094-7.
- Die Geschichte der Erfurter Strassenbahn. Verlag und Druck Fortschritt, Erfurt 1991, ISBN 3-86087-096-3.
- Ein Kaiser im Exil. Der letzte deutsche Kaiser Wilhelm II. in Holland. Eine kritische Biographie. Hitzeroth, Marburg 1991, ISBN 3-89398-076-8.
- Erfurt und das Land Thüringen 1918 bis 1952. Verlag und Druck Fortschritt, Erfurt 1991, ISBN 3-13368-067-6.
- Wilhelm II. Der letzte Kaiser des Deutschen Reiches. Eine Biographie. Deutscher Verlag der Wissenschaften, Berlin 1991, ISBN 3-326-00627-6.
- Die Geschichte des Erfurter Gartenbaues. Verlag und Druck Fortschritt, Erfurt 1992, ISBN 3-86087-102-1.